# Kurt von Plettenberg

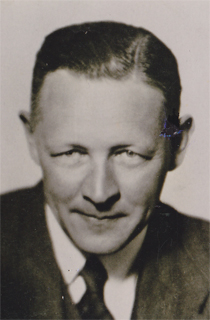
Kurt Freiherr von Plettenberg (1930)

Kurt Eugen Gustav Adolf Freiherr von Plettenberg (* 31. Januar 1891 in Bückeburg; † 10. März 1945 in Berlin) war ein deutscher Forstmann, Reserveoffizier und Widerstandskämpfer gegen den Nationalsozialismus. Er gehörte zum engeren Kreis des Widerstands vom 20. Juli 1944. Plettenberg war Hofkammerpräsident der Gesamtvermögensverwaltung des ehemaligen fürstlichen Hauses Schaumburg-Lippe und ab 1941 Leiter der Generalverwaltung des vormals regierenden preußischen Königshauses.

## Familie
Kurt von Plettenberg entstammte dem westfälischen Uradelsgeschlecht Plettenberg aus dem Sauerland. Ein Vorfahre wurde erstmals im 11. Jahrhundert erwähnt. Sein Vater Karl Freiherr von Plettenberg war Offizier, zuletzt General der Infanterie, Kommandierender General des Gardekorps und Generaladjutant Kaiser Wilhelms II. Dieser musste Ende 1916 nach Kritik an der Kriegsführung von Erich Ludendorff und Paul von Hindenburg während des Ersten Weltkriegs zurücktreten. Seine Mutter war Clara Gräfin von Wedel, Tochter von Wilhelm Graf von Wedel und seiner Ehefrau Luise geborene Freiin von Bodelschwingh-Plettenberg.
Am 5. September 1934 heiratete Plettenberg in Schossow Arianne Freiin von Maltzahn (1914–1974), eine Tochter Helmuth Freiherr von Maltzahns. Aus dieser Ehe gingen drei Kinder, Christa-Erika (1936–1989), Karl-Wilhelm (1938–2024) und Dorothea-Marion (* 1943) hervor.

## Leben

### Ausbildung und Einsatz im Ersten Weltkrieg
Plettenberg studierte Rechts- und Forstwissenschaften an den Universitäten Kiel, Lausanne, wo er sich der Studentenverbindung Germania Lausanne anschloss, Berlin, München und Eberswalde. Es folgte eine forstliche Lehrzeit und die Ableistung der Wehrpflicht beim 2. Großherzoglich Mecklenburgischen Dragoner-Regiment Nr. 18 in Parchim. Von 1912 bis 1914 schloss Plettenberg seine Studienzeit mit dem Besuch der Forstakademie Hannoversch Münden ab und diente im Reitenden Feldjägerkorps. Er war unter Meister seiner Gewichtsklasse im Boxen im deutschen Heer. Im Ersten Weltkrieg kämpfte er ab 1914 als Leutnant der Reserve im 2. Garde-Ulanen-Regiment, ab 1917 als MG-Offizier der MG-Kompanie des Infanterie-Regiments Nr. 408 und seit 1918 als MG-Offizier beim Stabe des 1. Garde-Regiments zu Fuß.

### Berufliche Stationen
Nach der Großen Forstlichen Staatsprüfung Forstassessor geworden, war er zunächst Leiter des Holzhandelsdezernats der Regierung in Stralsund und ging schließlich nach Ostpreußen. Dort war er als Verwalter der Gräflich Dönhoffschen Forsten in Friedrichstein bei Königsberg tätig, bis er Nachfolger des Grafen Albrecht Friedrich von der Schulenburg-Lieberose in der Forstabteilung der Landwirtschaftskammer der Provinz Brandenburg wurde, von wo aus er 1930 in das Forstressort in der Preußischen Landwirtschaftskammer wechselte. Im Jahr 1932 verkaufte Plettenberg die letzten Landflächen des ehemaligen Ritterguts Stockum, mit dem die Familie am 16. April 1494 belehnt worden war. Das Geld wurde in eine Silberfuchsfarm in Ostpreußen investiert, die bald in Konkurs ging. Seit 1934 Haushaltsreferent im Reichsministerium für Ernährung und Landwirtschaft, bestellte ihn Generalforstmeister Walter von Keudell im gleichen Jahr ins Reichsforstamt, wo Plettenberg am 2. Oktober 1934 zum Landforstmeister und später zum Oberlandforstmeister ernannt wurde. Als Keudell 1937 als Leiter des Reichsforstamtes abgelöst wurde, soll Reichsforstmeister Hermann Göring versucht haben, Plettenberg als dessen Nachfolger zu gewinnen. Jedoch schied auch dieser auf eigenen Wunsch zusammen mit Keudell aus, weil seine politischen Ansichten denen des Nationalsozialismus widersprachen und er die Ziele des NS-Regimes kannte. Plettenberg folgte zum 1. November 1937 einem Angebot Wolrad zu Schaumburg-Lippes, als Hofkammerpräsident und Generalbevollmächtigter der Gesamtvermögensverwaltung des ehemaligen fürstlichen Hauses Schaumburg-Lippe an seinen Geburtsort Bückeburg zurückzukehren.
Im Jahr 1939 wurde Plettenberg als Reserveoffizier zum Potsdamer Infanterie-Regiment 9 eingezogen, das zur 23. Infanterie-Division gehörte, und als Major der Reserve Bataillonskommandeur des zugehörigen Ersatzregiments mit Einsätzen in Polen, Frankreich und der Sowjetunion. Zum Ende des Jahres 1941 wurde er beurlaubt, um die Stellung des Leiters der Generalverwaltung des vormals regierenden preußischen Königshauses zu übernehmen, und zwar unter Beibehalt seiner bisherigen Tätigkeit als Hofkammerpräsident in Bückeburg. Sein Dienstsitz war das Niederländische Palais in Berlin. Er vertrat damit zwei der größten land- und forstwirtschaftlichen Betriebe Deutschlands, seiner Dienstaufsicht unterstanden 30 landwirtschaftliche Betriebe, 14 Forstämter sowie einige Sägewerke. Außerdem gab es Beteiligungen an großindustriellen Unternehmen und umfangreichen Hausbesitz.
Plettenberg bewahrte die preußische Königskrone sowie 15 Tabatièren Friedrichs des Großen vor Plünderung und Zerstörung, indem er sie in der Evangelischen Kirche in Kleinenbremen bei Bückeburg einmauern ließ.

### Widerstand gegen Hitler und Suizid

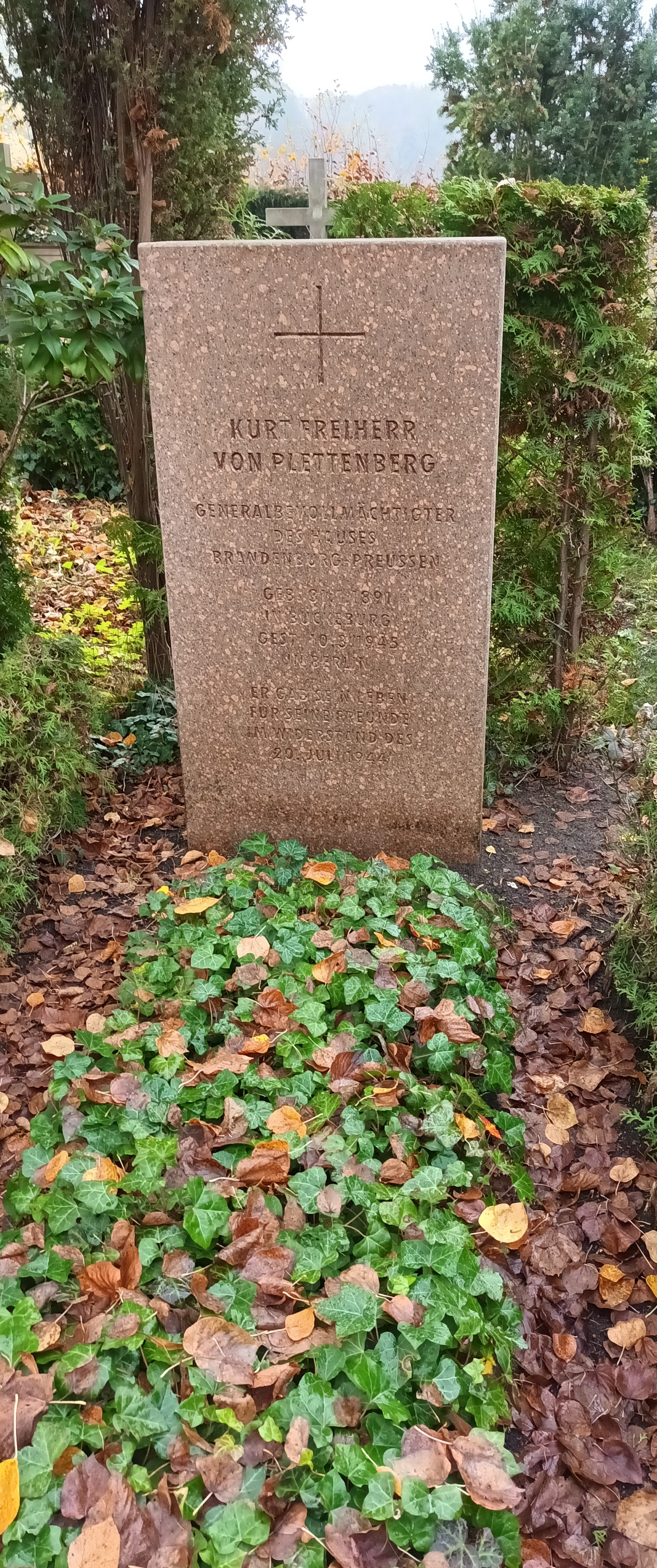
Grabstätte Kurt von Plettenberg

Schon 1942 bildete sich um Plettenberg ein Oppositionszirkel und forstliches Widerstandszentrum. Mit Rücksicht auf das Haus Hohenzollern blieb er allerdings im Hintergrund. Als enges Mitglied des Kreises der Verschwörer vom 20. Juli 1944 um Claus Schenk Graf von Stauffenberg, Ludwig Beck, Ulrich von Hassell, Johannes Popitz, Carl-Hans Graf von Hardenberg und Fabian von Schlabrendorff war Plettenberg an den Vorbereitungen für den Staatsstreich beteiligt. Nach dem Misslingen des Attentats auf Adolf Hitler wurde Plettenberg am 3. März 1945 vermutlich aufgrund einer Denunziation in Cecilienhof verhaftet und in das Berliner Hausgefängnis der Gestapo in die Prinz-Albrecht-Straße 8 gebracht. Am 10. März 1945 schlug er auf dem Weg zum Verhör seine Bewacher nieder und stürzte sich aus einem Fenster im 4. Stock in den Tod, um die noch unerkannten Mitverschwörer nicht unter Folter preisgeben zu müssen.
Kurt von Plettenberg hinterließ seine Frau und die drei Kinder. Begraben wurde er am 18. März 1945 auf dem Bornstedter Friedhof in Potsdam. Das Grab ist erhalten.

### Gedenken
Zur Erinnerung an ihn sind in Hamburg-Bergedorf, Hannover-Wettbergen, Potsdam, Bückeburg, Plettenberg und Frechen-Bachem Straßen nach ihm benannt. Auf Schloss Cecilienhof und Schloss Neuhardenberg, sowie an der Hofapotheke auf dem Marktplatz Bückeburgs sowie der ehemaligen Familienwohnung, in der Georgstraße 8 in Bückeburg, wird seiner mit Ausstellungstafeln und Gedenkplaketten gedacht. Alljährlich zum 20. Juli wird an der Hofapotheke im Beisein von Rat, Verwaltung, Kirche und Vertretern städtischer Institutionen den Widerstandskämpfern gegen den Nationalsozialismus gedacht. Seine enge Freundin Marion Gräfin Dönhoff schrieb 1985 in ihren „Erinnerungen an Kurt Freiherr von Plettenberg“:

„Plettenberg hat auf mich in jenen Jahren tiefen Eindruck gemacht. Ich glaube sicher, dass – für mich ganz unbewusst – sich damals einige der Maßstäbe gebildet haben, die dann für mein Denken und Urteilen im Leben entscheidend geworden sind. [...] Ich habe kaum jemanden anderen gekannt, der so von innerer Heiterkeit erfüllt war.“

Sie ließ seinen Namen in eine abstrakte Skulptur Alexander Libermans auf Schloss Crottorf zur Erinnerung an ihn und fünf weitere Freunde aus dem Widerstand einmeißeln.

## Auszeichnungen
- Deutsches Kreuz in Gold am 6. Januar 1942[5]
- Eisernes Kreuz II. und I. Klasse
- Ritterkreuz des Albrechts-Ordens mit Schwertern
- Lippischer Hausorden
- Infanteriesturmabzeichen
- Verwundetenabzeichen